# Otiorhynchus puncticornis
Otiorhynchus puncticornis — вид долгоносиков-скосарей из подсемейства Entiminae.

## Описание
Жук длиной 5-6 мм. Тело продолговатое. Надкрылья вытянуто-яцевидной формы. Рукоять более или менее толстых усиков в крупных точках. Между точечными рядами бороздок на промежутках надкрылий один ряд точек, почти такого же размера, как точки в бороздках. Задние голени самцов перед вершинами со внутренней вырезкой.